# Paula Walendy

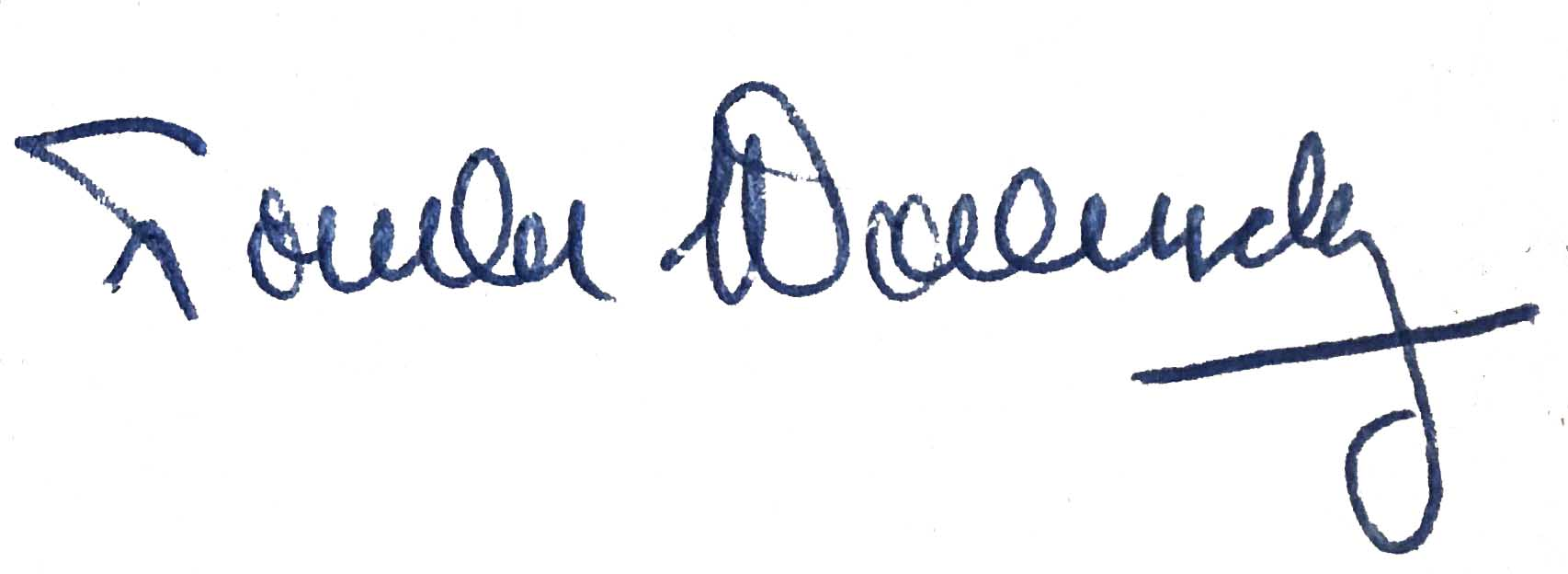
Paula Walendys Unterschrift

Paula Walendy (* 4. Oktober 1902, geborene Brandts, in Mönchengladbach; † 21. Juli 1991 ebenda) war eine deutsche Kinderbuch-Autorin.

## Wirken
Paula Walendys Vater war der katholische Sozialreformer Franz Brandts. Ihr Ehemann war der Jurist Bruno Walendy (1891–1976). Aus der Ehe gingen drei Kinder hervor. Eines der Kinder ist Oda Walendy, eine deutsche Seidenmalerin.
In den 1930er Jahren arbeitete Paula Walendy für den Kinder- und Frauenfunk beim RIAS Berlin. Beim WDR war sie seit 1950 an der ersten Kinder-Fernsehsendung in Düsseldorf und Köln beteiligt: Kinderstunde (von 1951 bis 1972). Zur gleichen Zeit publizierte sie die wöchentliche Kinderseite Tra-Ri-Ra in der Westdeutschen Zeitung.
Insgesamt veröffentlichte Paula Walendy mehr als 40 Kinderbücher, vor allem im Nordland-Verlag, Herold-Verlag, Thienemann-Verlag sowie bei Bertelsmann.

## Veröffentlichungen (Auswahl)
- Lirum larum Löffelstiel, 1950
- Zwille wille wick, 1949
- Die Herold-Spielkiste, 1952
- Ich bin der Herr von Tippentappen, 1943
- Die kleine Naturkunde (7 Bände), ab 1943
- Dreimal Schwarzer Kater, 1951
- Kleine Zauberschule, 1953
- Die Rätselstiege, 1949
- Kampf dem Räuberhauptmann, 1984
- Kleinkleckersdorf, ISBN 3980026515, 1982
- Der Sonne Lauf, 1936
- Pitsche-Patsche-Peter, 1951
- Auerbachs Kinderkalender (für mehrere Jahre)
- Der Liederbaum, 1960